# Technodrome
 (août 2018).
Si vous disposez d'ouvrages ou d'articles de référence ou si vous connaissez des sites web de qualité traitant du thème abordé ici, merci de compléter l'article en donnant les références utiles à sa vérifiabilité et en les liant à la section « Notes et références ».

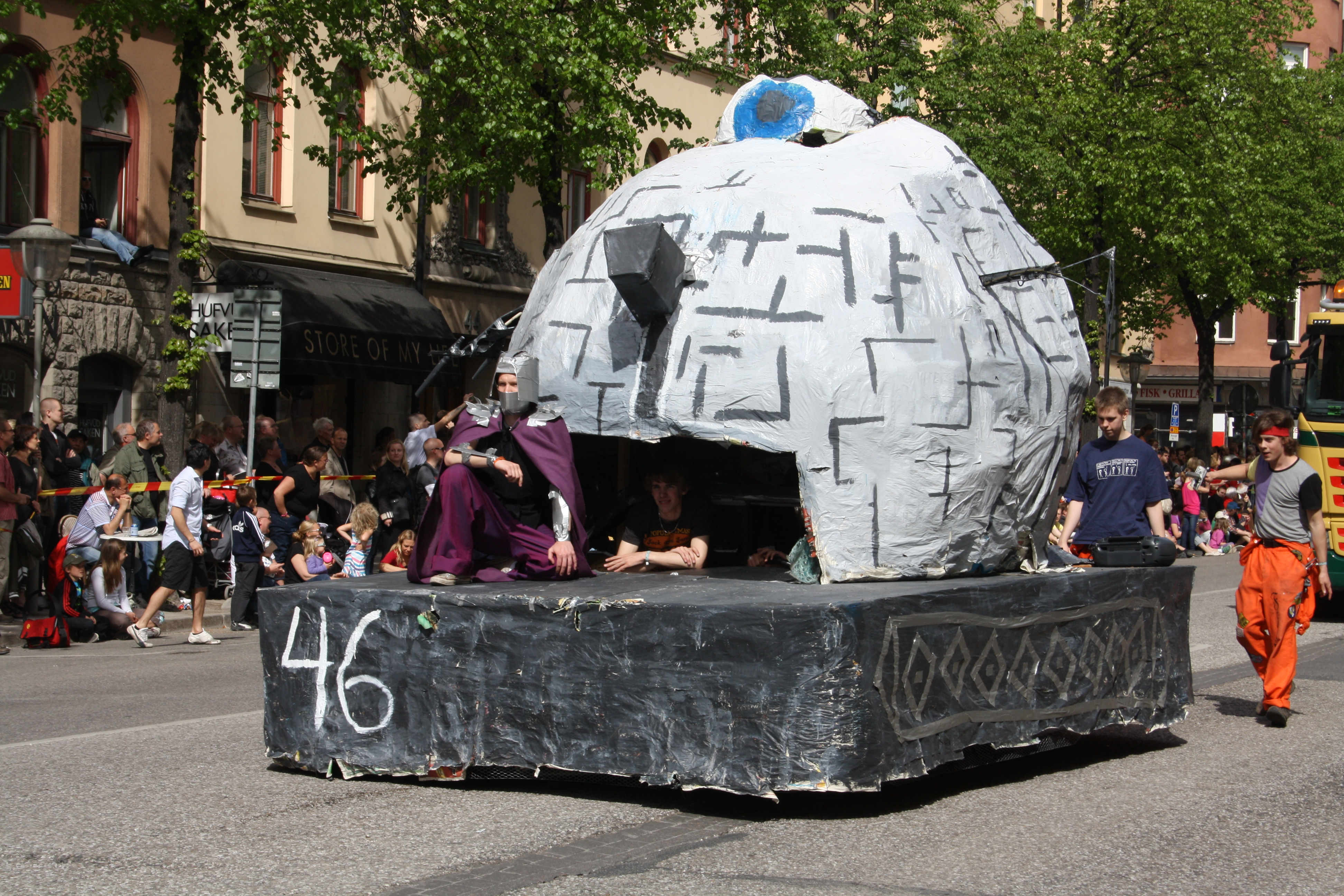
Une réplique du Technodrome de TMNT pendant Quarnevalen 2011. Personen i lila längst fram är utklädd till Shredder (Strimlaren).

Le Technodrome est un appareil de la série animée de 1987 des Tortues Ninja, une forteresse mobile de haute technologie capable de se déplacer sous Terre. Il est basiquement unique à la série de 87 et n'existe pas dans le comic ni dans aucune des autres continuités de la saga, bien qu'il soit apparu dans le crossover Turtles Forever.
Le Technodrome a l'allure d'une gigantesque sphère sur des chenilles de char d'assaut, surmontée d'un globe oculaire robotique unique, avec différentes armes en forme d'épines en jaillissant. Il est originellement la base d'opération personnelle de Krang, puis devient celle du Clan des Foot et de Shredder après que ce dernier s'est associé à Krang.

## Apparitions

### Série animée de 1987
Le Technodrome fut originellement créé par Drakus, un habitant de la planète de Krang dans la Dimension X. A un certain point de l'histoire toutefois, Krang lui vola la base, et le laissa pour mort. Par la suite, le conquérant extra-terrestre utilisa l'appareil comme sa base d'opération personnelle. Après son exil sur Terre, Krang s'allia avec Shredder, et le Technodrome devint la base du Clan des Foot.
Bien que menaçant à première vue, le Technodrome est tout au long de la série presque toujours impuissant et coincé dans un endroit où il ne peut bouger (encastré dans la glace, coulé au fond de l'océan, perdu dans la Dimension X...), au point que ses capacités complètes n'ont jamais vraiment été utilisées. Les fois où il en montra le plus furent dans le final de la saison 3, et à un niveau un peu moins élevé dans le final de la saison 7. Dans cet épisode, le Technodrome produisit des équipements coupants, sortit des jambes hydrauliques et étendit son portail dimensionnel.
Le Technodrome est capable de se déplacer à la surface, sous le sol et sous l'eau. Équipé avec un moteur assez puissant, il peut aussi voyager dans l'espace. Il est également équipé d'un super-portail, qui lui permet de se transporter lui-même entre les dimensions. Krang utilisa une fois cette fonction pour le ramener sur Terre, mais les Tortues parvinrent à inverser l'effet, le renvoyant en permanence dans la Dimension X.
Dans les derniers épisodes de la saison 8, les Tortues détruisent les moteurs du Technodrome et piègent ainsi Krang et Shredder dans la Dimension X. Le Technodrome est coincé là pour de bon, et est aspiré dans le trou d'un énorme et féroce animal extra-terrestre à tentacules. Cela le rend inopérable, et il n'est plus revu pour le reste de la série, jusqu'à l'épisode final, où Donatello et Michelangelo entrent dedans pour retrouver le corps robotique de Krang. Depuis, le Technodrome a été irréparablement endommagé et abandonné depuis longtemps.
Technodrome Mark 2
Au cours d'un épisode en deux parties, Krang et Shredder construisirent une version plus petite du Technodrome. Il ne différait que peu du modèle, la seule différence majeure étant la couleur (dorée au lieu d'argentée). Cette version est détruite par les Tortues au moyen du laser d'un vaisseau, forçant Shredder à battre en retraite vers le Technodrome original.

### Turtles Forever
Le Technodrome réapparaît dans le long-métrage crossover Turtles Forever, apparemment complètement réparé ou reconstruit depuis les événements de la série. Durant un combat entre les Tortues et Shredder, le portail de l'appareil est endommagé et les envoie dans la dimension de la série de 2003. Peu après, le Technodrome est saisi par le Shredder Utrom de cette dimension, qui l'améliore en combinant sa technologie avec celle des Utroms, donnant à l'engin une nouvelle apparence plus similaire à l'Étoile de la Mort dans Star Wars, ainsi que de nouvelles capacités, dont celle de voler, un puissant laser capable de dévaster une ville, des appareils internes plus performants et une usine produisant de nouveaux ninja Foot robotic plus puissants et dangereux que les anciens. Il tente ensuite de l'utiliser pour conquérir le Multiverse.
Et possède un champ magnétique contre les assauts de l'armée.

### Nickelodeon Teenage Mutant Ninja Turtles
Le Technodrome est la machine de guerre Ultime des Kraang et ressemble au Technodrome modifié par le Shredder Utrom dans Turtles Forever et semble avoir les mêmes pouvoirs. il ne semble pas équipé d'un ouvreur de portail transdimensionnel (jusqu'à preuve du contraire)
Note : dans un épisode spécial de la rencontre des tortues de 1987, il y a le technodrome de 1987 avec Krang de 1987 et avec Krang Second.

### Ninja Turtles 2
Dans Ninja Turtles 2, le Technodrome est une forteresse armée dirigée par le Commandeur Krang. Ce dernier utilise Shredder et Baxter Stockman pour ouvrir le portail interdimensionnel permettant le passage du Technodrome sur Terre. Une fois le portail ouvert, les pièces du Technodrome s'assemblent grâce à une balise de repérage. Mais alors que le Technodrome est sur le point d'être achevé et de passer à l'attaque, les tortues ninjas parviennent à lancer la balise dans la Dimension X, ce qui entraîne la déconstruction et le renvoi du Technodrome dans sa dimension d'origin

## Capacités

### Portail transdimensionnel
Le Technodrome possède son propre portail transdimensionnel dans la salle des commandes, que l'on voit la plupart du temps. Ce portail permet à Shredder, Krang, Bepop et Rocksteady de voyager entre la Terre et la Dimension X lorsque le Technodrome se trouve dans la Dimension X, et à Krang d'amener ses soldats de roc lorsqu'il se trouve sur Terre. Le portail peut être ouvert n'importe où sur Terre lorsque le Technodrome se trouve dans la Dimension X, et vice-versa, à condition qu'on connaisse l'emplacement de ce lieu : par exemple, Krang et Shredder ne purent jamais l'ouvrir dans le repaire des Tortues, puisqu'ils n'en connaissaient pas l'emplacement. Il pouvait être ouvert et fermé à n'importe quel moment par Shredder et Krang et servir comme un grand écran vidéo pour voir des scènes à distance, ce qu'ils utilisèrent souvent pour observer April sur Channel 6 même lorsque le Technodrome était dans la Dimension X. Durant les missions, cet écran est aussi utilisé pour communiquer à distance avec Bebop, Rocksteady ou Shredder.
Donatello possède aussi son propre portail, utilisable pour aller dans la Dimension X.